# هیدروژن هالید
هیدروژن هالیدها ترکیبات معدنی دواتمی با فرمول HX هستد که X یک هالوژن است، هالوژنی مانند: فلوئور، کلر، برم، ید یا آستاتین. براثر حل شدن هیدروژن هالیدها در آب، محلولی اسیدی حاصل می‌شود که به آن‌ها معمولاً هیدروهالیک اسید گفته می‌شود. 
| ترکیب                      | فرمول شیمیایی | طول پیوند (H − X) برحسب پیکومتر/ (فاز گاز) | مدل اتمی | ممان دوقطبی | فاز آبی (اسید)     |
| -------------------------- | ------------- | ------------------------------------------ | -------- | ----------- | ------------------ |
| هیدروژن فلوراید (فلوئوران) | HF            |                                            |          | 1.86        | هیدروفلوئوریک اسید |
| هیدروژن کلرید (کلوران)     | HCl           |                                            |          | 1.11        | هیدروکلریک اسید    |
| برمید هیدروژن (برومان)     | HBr           |                                            |          | 0.788       | هیدربرومیک اسید    |
| یدید هیدروژن (یدان)        | HI            |                                            |          | 0.382       | هیدرویدیک اسید     |
| هیدروژن آستاتید (آستاتان)  | HAt           |                                            |          | 0.06-       | هیدرواستاتیک اسید  |